# Haemaphysalis kutchensis
Haemaphysalis kutchensis är en fästingart som beskrevs av Harry Hoogstraal och Harold Trapido 1963. Haemaphysalis kutchensis ingår i släktet Haemaphysalis och familjen hårda fästingar. Inga underarter finns listade i Catalogue of Life.